# Regione del Polog
La regione del Polog o Pologo è una delle regioni statistiche della Macedonia del Nord situata nella parte nordoccidentale del paese e confina con Albania e Kosovo. Comprende 9 comuni in un territorio di 2 467 km² e una popolazione di oltre 304 000 abitanti.

## Comuni

I comuni della regione statistica di Polog

1. Bogovinje
2. Brvenica
3. Gostivar
4. Jegunovce
5. Mavrovo e Rostuša
6. Tearce
7. Tetovo
8. Vrapčište
9. Želino

## Società

Mappa dei gruppi etnici di maggioranza nella regione.

### Evoluzione demografica e territorio
In base al censimento del 2002 gli abitanti sono 304 125.
| Anno | Superficie | Popolazione | Differenza |
| ---- | ---------- | ----------- | ---------- |
| 1994 | 2 467 km². | 282 432 ab. | N/A        |
| 2002 | 2 467 km². | 304 125 ab. | +8.24%     |

### Etnie e minoranze straniere
Questa regione è l'unica della repubblica in cui i Macedoni non sono la maggioranza. 
In base al censimento del 2002 la popolazione è così divisa dal punto di vista etnico:
|          | Numero  | %     |
| TOTALE   | 304 125 | 100   |
| Albanesi | 222 679 | 73.21 |
| Macedoni | 57 079  | 18.76 |
| Turchi   | 16 386  | 5.38  |
| Rom      | 4 194   | 1.37  |
| altri    | 3 178   | 1.04  |